# Edificio Picadilly
El Edificio Picadilly es una obra arquitectónica característica del movimiento artístico art decó, localizado en la avenida de los Insurgentes de la colonia Condesa en  la Ciudad de México. Fue diseñado por el arquitecto Ernesto J.G. Buenrostro y acabada en 1930.

## Estructura
Es un edificio de tres pisos y seis departamentos. Su fachada posee una forma asimétrica y dos líneas verticales a lo largo de su fachada.

## Decoración
Posee relieves de formas geométricas y vegetales que decoran la cresta en la parte superior del edificio.

## Habitantes
Artistas mexicanos como Salvador Elizondo y Paulina Lavista vivieron en el edificio Picadilly.